# Nomans Land (Band)
Nomans Land ist eine Viking-Metal-Band aus Sankt Petersburg. Ihre Texte befassen sich vorwiegend mit germanischer Mythologie und dem Heidentum.

## Geschichte
Nomans Land gründeten sich im Frühling 1996 in Sankt Petersburg. Anfangs widmeten sie sich vorwiegend dem Doom Metal, aber im Verlauf der Entstehung der Band wurde das Konzept auf Viking Metal geändert.
Im Sommer 2000 nahm die Band ihr erstes Album Last Son Of The Fjord auf, welches im gleichen Jahr bei Fono Records veröffentlicht wurde. Direkt nach der Veröffentlichung verließen der damalige Schlagzeuger und der Bassist die Band, wurden aber nahezu sofort von Ainar (Schlagzeug) und Hjervard (Bass) ersetzt.
Im Anschluss folgte eine lange Zeit von Auftritten auf den lokalen Musikfestivals. Ab 2001 arbeiteten Nomans Land am zweiten Album. Zur Unterstützung der Band wurde Igor Pelechaty eingeladen, die Band auf dem Keyboard zu begleiten. Diese Zusammenarbeit brachte 10 Lieder hervor, welche ab dem Sommer 2002 aufgenommen wurden. Mit Wild hatte die Band in dieser Zeit einen Sänger, der hauptsächlich für Schreie und Ähnliches zuständig war. Ilja Denisow steht der Band in dieser Zeit bei Live-Auftritten als Keyboarder zur Seite.
Auf der Suche nach einem neuen Label für das nächste Album Hammerfrost gelangten Nomans Land schließlich an das deutsche Label Einheit Produktionen. Zu dieser Zeit gab es in der Band technische und kreative Auseinandersetzungen, woraufhin Wild die Band verließ und Hjervard den Gesangspart übernahm. Der Erfolg und die positiven Reaktionen von Hammerfrost ermöglichten der Band einen ersten Auslandsauftritt in Essen.
2006, immer noch bei Einheit-Produktionen, wurde das erste Album Last Son Of The Fjord neu aufgelegt und erhielt einen Multimedia-Bonus. Für das neue Album Raven Flight standen neben der Band wieder Igor Pelechaty und Ilja Denisow – beide am Keyboard – mit im Studio. Kurz nachdem die Aufnahmen beendet waren, verließ Torvald die Band aufgrund persönlicher Probleme. Ebenfalls 2006 traten Nomans Land auf dem Ragnarök-Festival auf.
2008 veröffentlichten Nomans Land gemeinsam mit der Köthener Viking-Metal-Band Thrudvangar eine Split-Single. 2009 folgte das Album Farnord.
2013 spielten Nomans Land im heidnischen Dorf auf dem 22. Wave-Gotik-Treffen in Leipzig.

## Diskografie
- 2000: The Last Son of the Fjord
- 2005: Hammerfrost
- 2006: Raven Flight
- 2008: Nomans Land / Thrudvangar (Split)
- 2009: Farnord
- 2015: Last Crusade